# Брунс, Адела
Адела Брунс (чеш. Adéla Bruns, в девичестве — Сикорова (чеш. Sýkorová), 5 февраля 1987, Злин, Чехословакия) — чешская спортсменка, выступавшая в стрельбе из винтовки, бронзовый призёр Олимпийских игр 2012 года.

## Карьера
Адела Сикорова начала представлять Чехию на соревнованиях по стрельбе в 2001 году. Является чемпионкой Европы 2015 года в Мариборе. Также дважды становилась победительницей этапов кубка мира, в том числе выиграла финал кубка мира 2012 года в Бангкоке.
Участница трёх Олимпиад: 2008, 2012 и 2016. На Олимпиаде 2012 года в Лондоне достигла самого большого успеха в своей карьере, завоевав бронзовую медаль.

## Достижения
Бронзовая медалистка Олимпийских игр 2012 в Лондоне
 2-кратная победительница этапов кубка мира (Бангкок 2012, Мюнхен 2013)
 2-кратная бронзовая медалистка этапов кубка мира (Мюнхен 2008 и 2011)
 Чемпионка Европы 2015 в Мариборе
 2-кратная Чемпионка Европы (в команде)
 3-кратная серебряная медалистка чемпионатов Европы (в команде)
 3-кратная бронзовая медалистка чемпионатов Европы (в команде)
 Чемпионка Универсиады 2011 в Шэньчжэне
 Бронзовая медалистка Универсиады 2011 в Шэньчжэне (в команде)

## Личная жизнь
В 2015 году вышла замуж за немца Мартина Брунса, после чего взяла его фамилию.